# Stepanivka, Berezivka
Stepanivka (în ucraineană Степанівка) este un sat în comuna Berezivka din raionul Berezivka, regiunea Odesa, Ucraina.

## Demografie
Componența lingvistică a localității Stepanivka
     Ucraineană (92,17%)
     Rusă (1,81%)
     Română (1,51%)
     Romani (1,2%)
     Armeană (2,11%)
     Alte limbi (1,2%)
Conform recensământului din 2001, majoritatea populației localității Stepanivka era vorbitoare de ucraineană (92,17%), existând în minoritate și vorbitori de armeană (2,11%), rusă (1,81%), română (1,51%) și romani (1,2%).